# Runner, Runner
Runner, Runner è un film del 2013 diretto da Brad Furman.

## Trama
Richie Furst è un brillante studente dell'Università di Princeton, dalle grandi facoltà intellettive ed esperto matematico. La sua vita si complica quando, bisognoso di aumentare il suo fondo per gli studi, lo prosciuga giocando a poker on-line.
L'applicazione di un modello matematico, però, gli prova di essere stato truffato: arrabbiato per la sua perdita economica, decide di indagare sull'agenzia che gestisce il sito. Richie, determinato a recuperare il denaro perso, riesce a trovare in Costa Rica il boss, Ivan Block, e ottiene di incontrarlo. Quest'ultimo convince il giovane Furst a entrare nell'organizzazione e, pian piano, inizia a instillare nella sua mente la voglia di potere e denaro e lo trascina sempre più nel suo gioco di corruzione e malvivenza. Le cose si complicano ulteriormente quando l'F.B.I. si mette sulle tracce di Block.
Richie finisce per essere preso tra due fuochi; da una parte Ivan e la criminalità locale che lo fanno temere per la propria vita e dall'altra l'F.B.I. che qui usa metodi brutali analoghi alla malavita che combatte. L'ex studente tenta il tutto per tutto per salvarsi iniziando a corrompere e a complottare con chiunque possa aiutarlo. La sua abilità a creare alleanze e inganni si rivela vincente.